# Toacris shaloshanensis
Toacris shaloshanensis är en insektsart som beskrevs av Tinkham 1940. Toacris shaloshanensis ingår i släktet Toacris och familjen gräshoppor. Inga underarter finns listade i Catalogue of Life.